# Rage Against the Machine (album)
Rage Against the Machine – album studyjny grupy Rage Against the Machine wydany w 1992.
W 2003 album został sklasyfikowany na 368. miejscu listy 500 albumów wszech czasów magazynu Rolling Stone.

## Opis albumu
Pierwsza płyta zespołu wydana w 1992. Na płycie ścierają się heavymetalowe wpływy Toma Morello oraz rapowe Zacka de la Rochy. Płyta wywarła wpływ na późniejsze grupy muzyczne (m.in.: Limp Bizkit czy Linkin Park). Piosenka "Wake Up" została użyta w pierwszej części trylogii Matrix, natomiast utwór "Killing in the Name" został użyty w grze komputerowej GTA San Andreas.
Największymi sukcesami RATM za sprawą wydania ich pierwszej płyty był debiut na 1. miejscu listy Billboard w sekcji Heatseekers chart, oraz 45. miejsce na liście Top 200 Chart, również prowadzonej przez Billboard.
Okładka przedstawia wietnamskiego mnicha buddyjskiego, Thích Quảng Ðức, dokonującego aktu samospalenia w Sajgonie w 1963 roku.

## Lista utworów
1. "Bombtrack" – 4:05
2. "Killing in the Name" – 5:14
3. "Take the Power Back" – 5:37
4. "Settle for Nothing" – 4:48
5. "Bullet in the Head" – 5:10
6. "Know Your Enemy" – 4:56
7. "Wake Up" – 6:04
8. "Fistful of Steel" – 5:31
9. "Township Rebellion" – 5:24
10. "Freedom" – 6:07

## Twórcy
- Rage Against the Machine – teksty, muzyka, producent, dyrektor artystyczny
- Zack de la Rocha – śpiew
- Tim Commerford – gitara basowa
- Tom Morello – gitara
- Brad Wilk – perkusja
- Maynard James Keenan – śpiew na "Know Your Enemy"
- Stephen Perkins – perkusja
- Garth "GGGarth" Richardson – producent
- Bob Ludwig – mastering
- Jeff Sheehan – assistant engineer
- Steve Sisco – mixing assistant
- Andy Wallace – miksowanie
- Stan Katayama – engineer
- Nicky Lindeman – kierownik artystyczny
- Craig Doubet – assistant engineer

## Zapożyczenia
- Polski zespół Flapjack wykorzystał fragment utworu RATM "Know Your Enemy" w postaci słów Zacka de la Rochy wypowiadającego dwukrotnie frazę: "All of which are American dreams..." używając go w swoim utworze "Stage Diver" na albumie Ruthless Kick (1994)[12]. Na tej samej płycie zespół ten w utworze "Flapjack" zapożyczył także motyw gitarowy zaczerpnięty z utworu "Killing In The Name".
- Fragmenty utworów "Bombtrack" oraz "Take the Power Back" wykorzystano w ścieżce dźwiękowej do filmu Urodzeni mordercy (tyt. oryg. Natural Born Killers) z 1994.